# جامع الحامدين
جامع الحامدَين أو (المحمودين)، وهو جامع تاريخي من مساجد العراق الأثرية، بني في القرن الثاني عشر الهجري، ويقع في محلة المحمودين نسبة لأسم الجامع في مدينة الموصل.

## تاريخ المسجد
في عام 1135هـ/1722م تطوعت والدة الحاج أحمد بن صالح الدرويش بعمارة مقام حامد محمود وهو من أولاد الحسن بن علي بن أبي طالب، ثم في عام 1211هـ هدمت المسجد ووسعتهُ زوجة الوزير محمد باشا الجليلي وشيدتهُ وبنتهُ جامعاً كبيراً تقام فيهِ الصلوات الخمسة وصلاة الجمعة، وأشركت في هذا العمل ابنها محمود باشا الجليلي، وأكتمل بناء الجامع عام 1212هـ/1797م.
ولقد بنيت في الجامع مدرسة لتدريس العلوم المختلفة وهي تجاور المصلى من الجهة الشرقية وتوقف التدريس فيها حالياً، وفي المصلى أعمدة تستند عليها أقواس تحت القبة، ويحتوي المصلى على محراب واحد على يسار المنبر.
وفي عام 1239هـ/ 1823م، انشأت ناجية خاتون بنت سليمان باشا الجليلي سبيلخانة في قنطرة باب الجامع تقابل الداخل إليهِ وباب الجامع يقع في زقاق قريب إلى شارع نينوى في الموصل.

## صور الجامع

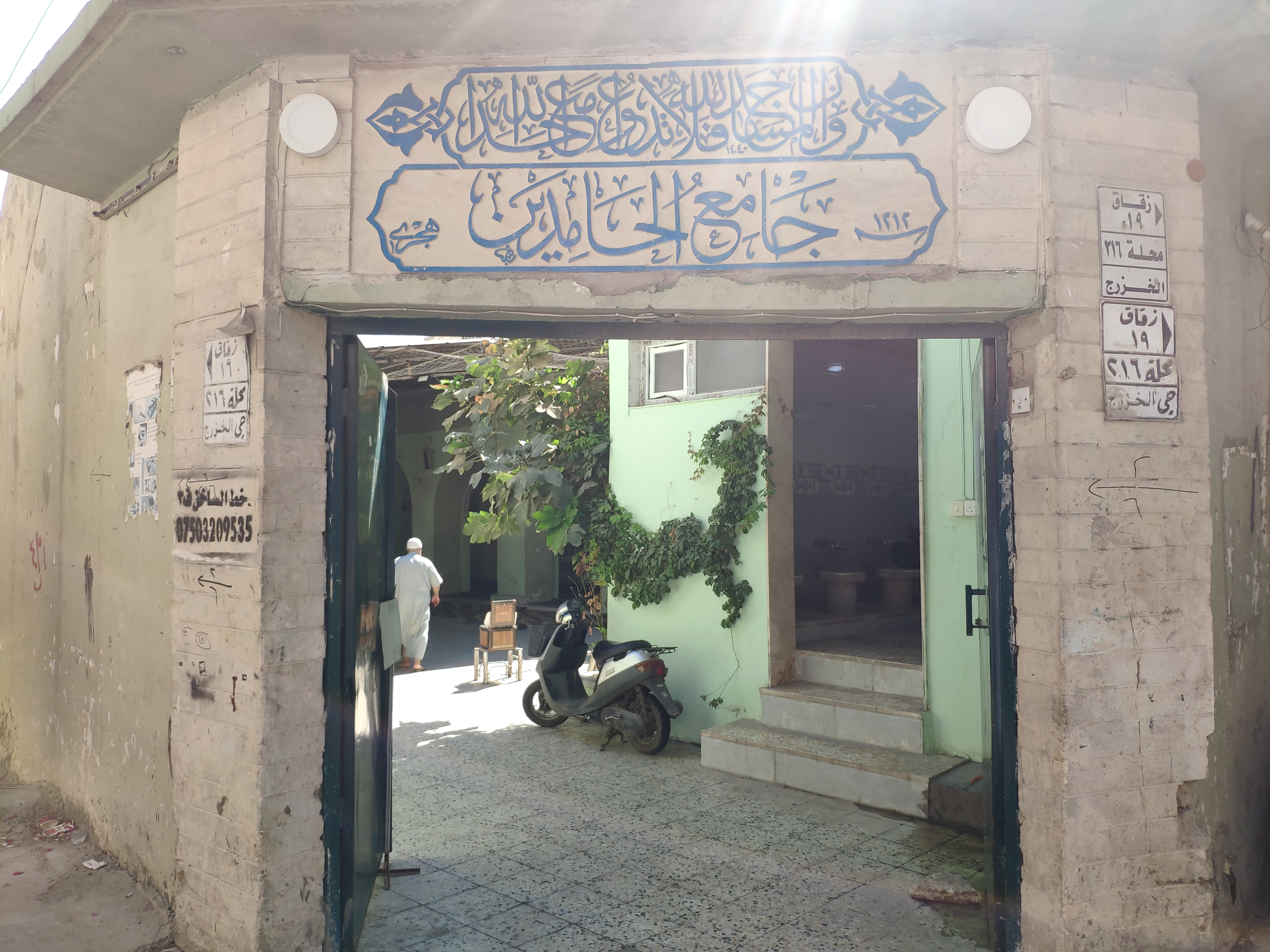
مدخل الجامع
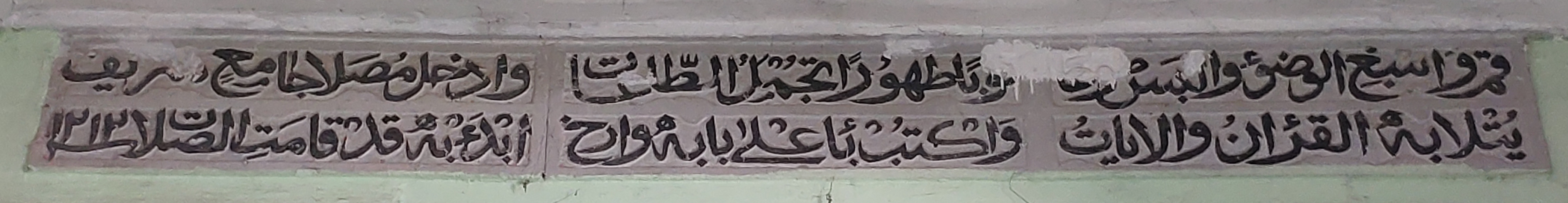
أبيات فوق باب المصلى
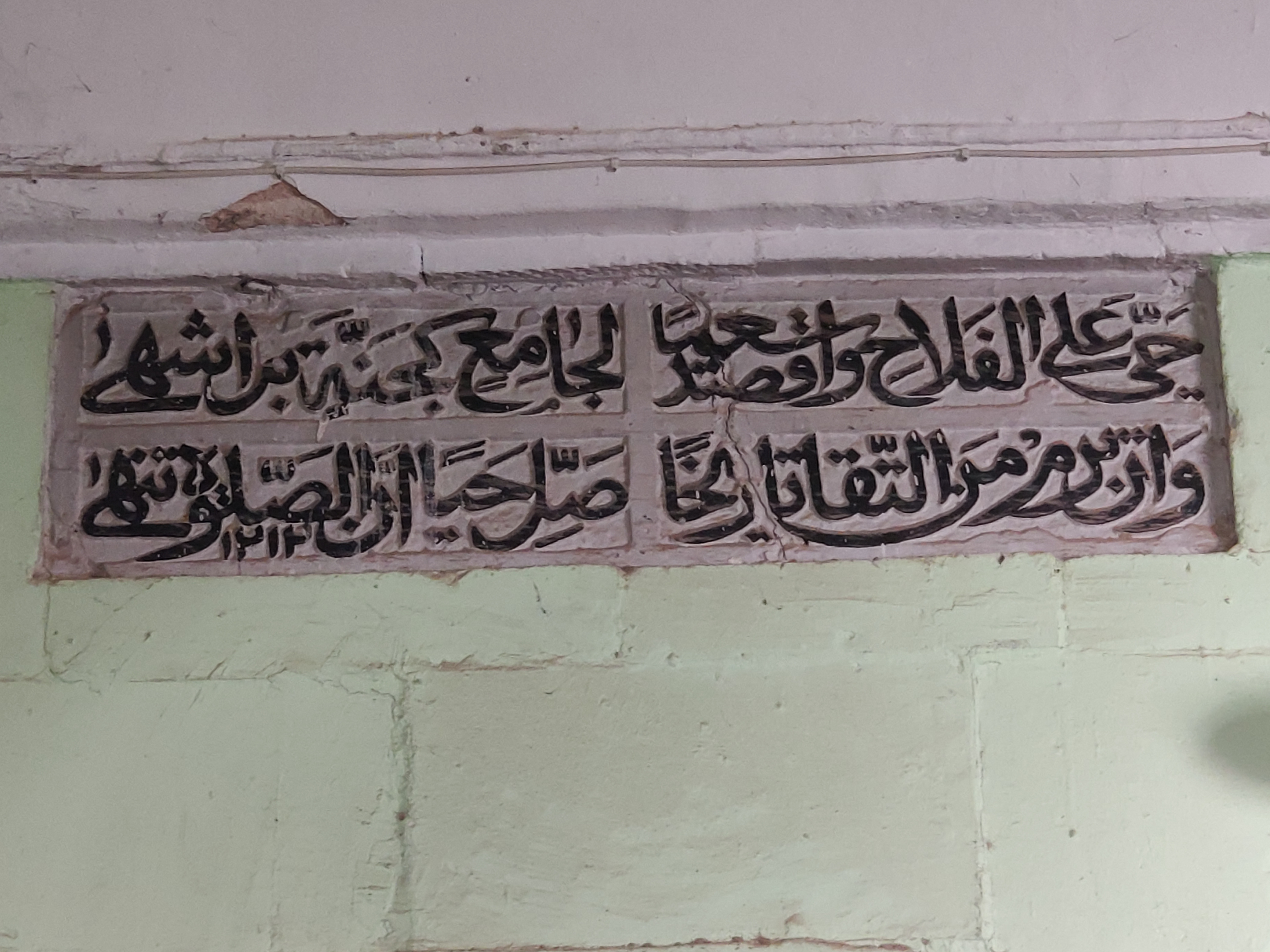
أبيات فوق الشباك الأول في مصلى الجامع
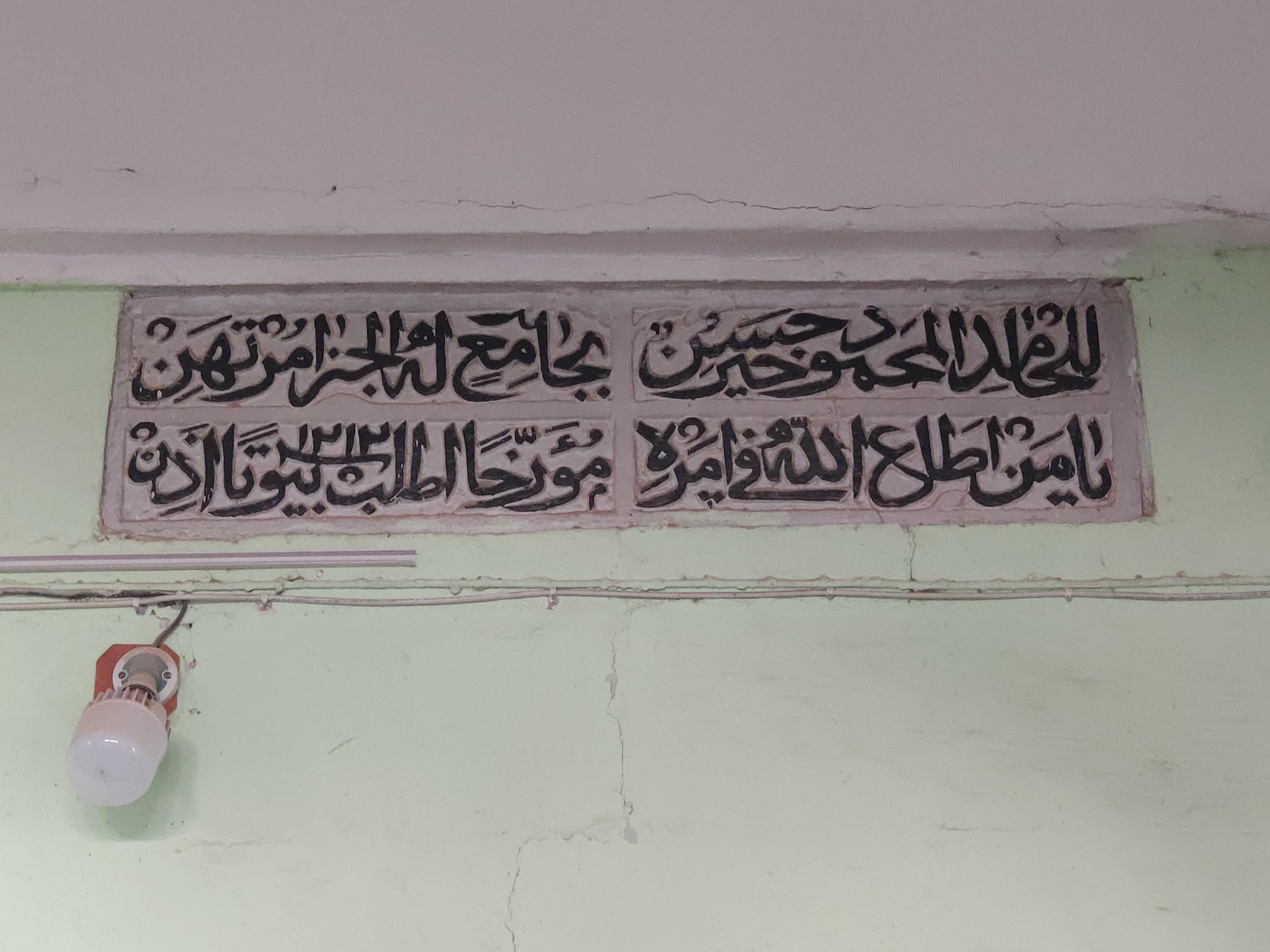
أبيات فوق الشباك الثاني